# Franciszek Masoch
Franciszek Masoch (Massoch), Franz Masoch (ur. 21 kwietnia 1763 w Schemnitz lub w Újmoldova, zm. 18 marca 1845 we Lwowie) – austriacki lekarz, chirurg, profesor i rektor Uniwersytetu Lwowskiego, kolekcjoner obrazów, honorowy obywatel Lwowa. Jego wnukiem był Leopold von Sacher-Masoch.
Był, według różnych źródeł, pochodzenia południowosłowiańskiego, węgierskiego lub ruskiego. Uczęszczał do szkół średnich w Schemnitz i Wacowie. Następnie studiował filozofię w Trnawie i w Pradze. W 1783 roku wstąpił na Uniwersytet Wiedeński, uzyskał tytuł doktora medycyny w czerwcu 1788 roku. Następnie praktykował w wiedeńskim Szpitalu Powszechnym (Allgemeines Krankenhaus). W 1793 nominowany na profesora chirurgii Uniwersytetu Lwowskiego. Był dziekanem Wydziału Lekarskiego w roku 1801/1802, rektorem w roku 1802/1803, profesorem emerytem od 1817, ponownie rektorem w roku 1827/1828. Zmarł w 1845 roku, pochowany jest na Cmentarzu Łyczakowskim.
30 maja 1838 roku, z okazji 50-lecia promocji doktorskiej, magistrat miasta Lwowa przyznał mu tytuł honorowego obywatela w podzięce za usiłowania, jakie przez pół wieku sposobem prawie najbezinteresowniejszym poświęcał w tem mieście cierpiącej ludzkości wszelkiego stanu.
Poza dysertacją doktorską nie opublikował żadnej pracy naukowej. Zasłużył się wprowadzając w 1806 roku obowiązkowe szczepienia przeciwko ospie na terenie Galicji (razem z Tomaszem Sedeyem i Piotrem Krausneckerem) i zwalczając epidemię cholery w 1818 roku.
Z małżeństwa z Włoszką Rosą Pierro urodziło się troje dzieci, Franz, Caroline i jeszcze jedna córka. Ponieważ jego jedyny syn Franz, również lekarz, zmarł w 1826 roku, mąż Caroline Leopold Sacher przyjął nazwisko Sacher-Masoch.